# Côteaux du Blanzacais
Côteaux du Blanzacais ist eine ehemalige französische Gemeinde mit zuletzt 890 Einwohnern (Stand: 1. Januar 2018) im Département Charente in der Region Nouvelle-Aquitaine. Sie gehörte zum Kanton Charente-Sud und zum Arrondissement Cognac.
Sie entstand als Commune nouvelle mit Wirkung vom 1. Januar 2017 durch die Zusammenlegung der früheren Gemeinden Blanzac-Porcheresse und Cressac-Saint-Genis, die in der neuen Gemeinde den Status einer Commune déléguée haben. Der Verwaltungssitz befindet sich im Ort Blanzac-Porcheresse.
Côteaux du Blanzacais wurde mit Wirkung vom 1. Januar 2019 mit Saint-Léger zur neuen Commune nouvelle Coteaux-du-Blanzacais (Änderung der Schreibweise) zusammengelegt.
Nachbargemeinden sind Val des Vignes im Nordwesten, Champagne-Vigny im Norden, Pérignac und Saint-Léger im Osten, Nonac im Südosten, Deviat im Süden, Bessac im Südwesten und Saint-Aulais-la-Chapelle im Westen.

## Gliederung

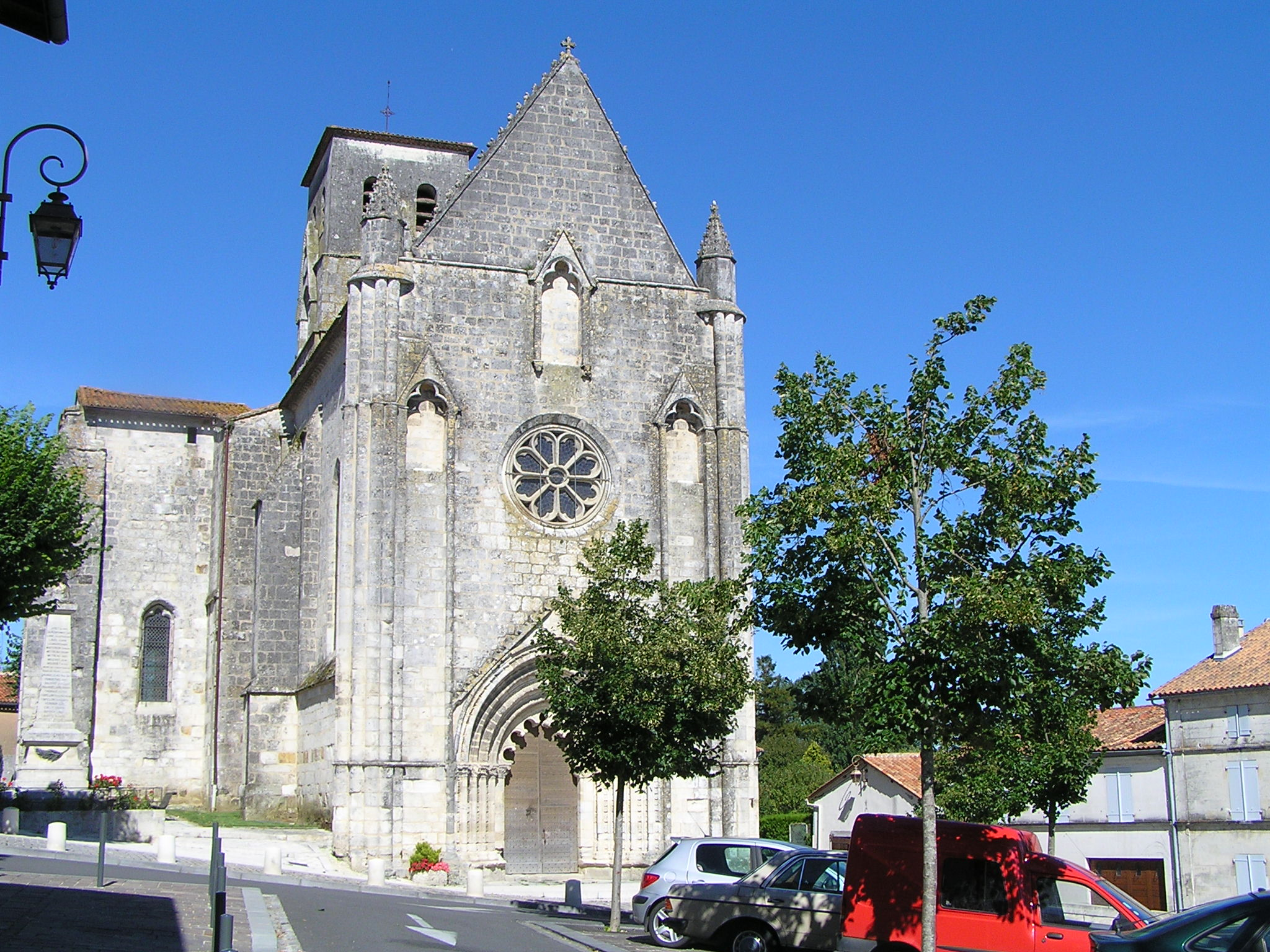
Kirche Saint-Arthémy im Ortsteil Blanzac-Porcheresse

| Ortsteil                              | ehemaliger INSEE-Code | Fläche (km²) | Einwohnerzahl zum 1. Januar 2018 |
| ------------------------------------- | --------------------- | ------------ | -------------------------------- |
| Blanzac-Porcheresse (Verwaltungssitz) | 16046                 | 10,84        | 733                              |
| Cressac-Saint-Genis                   | 16115                 | 08,78        | 157                              |